# Edifici de la Caixa de Pensions (Reus)
L'Edifici de la Caixa de Pensions és un edifici del municipi de Reus (Baix Camp) inclòs en l'Inventari del Patrimoni Arquitectònic de Catalunya.

## Descripció
En un solar que havia ocupat l'antiga presó, de propietat municipal, comprat per l'entitat d'estalvi, Enric Sagnier va projectar un edifici que combinava l'ús com a seu de l'entitat a la ciutat amb pisos d'habitatges particulars a les plantes superiors. L'edifici està format per dos cossos disposats en angle recte units per un cos central que té una façana de perfil convex. Cada un dels cossos es remarca amb una cúpula. La façana principal està articulada verticalment amb tres sectors, la planta baixa, amb un tractament de pedra diferenciat, un sector mitjà, que està format per la primera i la segona planta, i un tercer pis rematat per les cúpules i les baranes de balustre del terrat. Destaquen les quatre columnes d'ordre corinti de doble alçada, que assenyalen l'eix de simetria de l'edifici. A les bases de les columnes hi ha relleus escultòrics d'Eusebi Arnau, que fan al·lusió als ideals de l'entitat d'estalvi. Un d'ells incorpora la silueta del campanar de la prioral de Sant Pere

## Història
Enric Sagnier, ben relacionat amb el director general de la Caixa de Pensions per a la Vellesa i d'Estalvis, Francesc Moragas i Barret, va actuar com a arquitecte oficial de l'entitat, construint l'edifici central de la Via Laietana de Barcelona i algunes de les seves sucursals. L'arquitecte va remarcar l'angle de visió de l'edifici, encarat als carrers de Llovera i de l'Amargura, ja que l'actual Plaça de la Llibertat estava ocupada en aquell moment pel quarter de cavalleria, i no tenia perspectiva des d'aquell angle. Va remarcar també la visió que des de l'estret carrer dels Recs es té sobre la part de façana que dona al carrer de Prat de la Riba, emfatitzada amb una façana diferenciada i una cúpula. L'obra s'enllestí el 1931. El pis principal va ser la seu de la Cambra de Comerç de Reus.